# فنسنت غارسيا
فنسنت غارسيا هو سياسي فلبيني، ولد في 19 يوليو 1967. حزبياً، نشط في تحالف الشعب الوطني ‏. وقد انتخب عضو مجلس النواب في الفلبين.